# Orthogonioptilum andreasum
Orthogonioptilum andreasum är en fjärilsart som beskrevs av Pierre Claude Rougeot 1967. Orthogonioptilum andreasum ingår i släktet Orthogonioptilum och familjen påfågelsspinnare. Inga underarter finns listade i Catalogue of Life.